# Mont-Saint-Vincent
Mont-Saint-Vincent é uma comuna francesa na região administrativa de Borgonha-Franco-Condado, no departamento Saône-et-Loire. Estende-se por uma área de 13,4 km². Em 2010 a comuna tinha 324 habitantes (densidade: 24,2 hab./km²).